# Renaissance-Theater (Berlin)

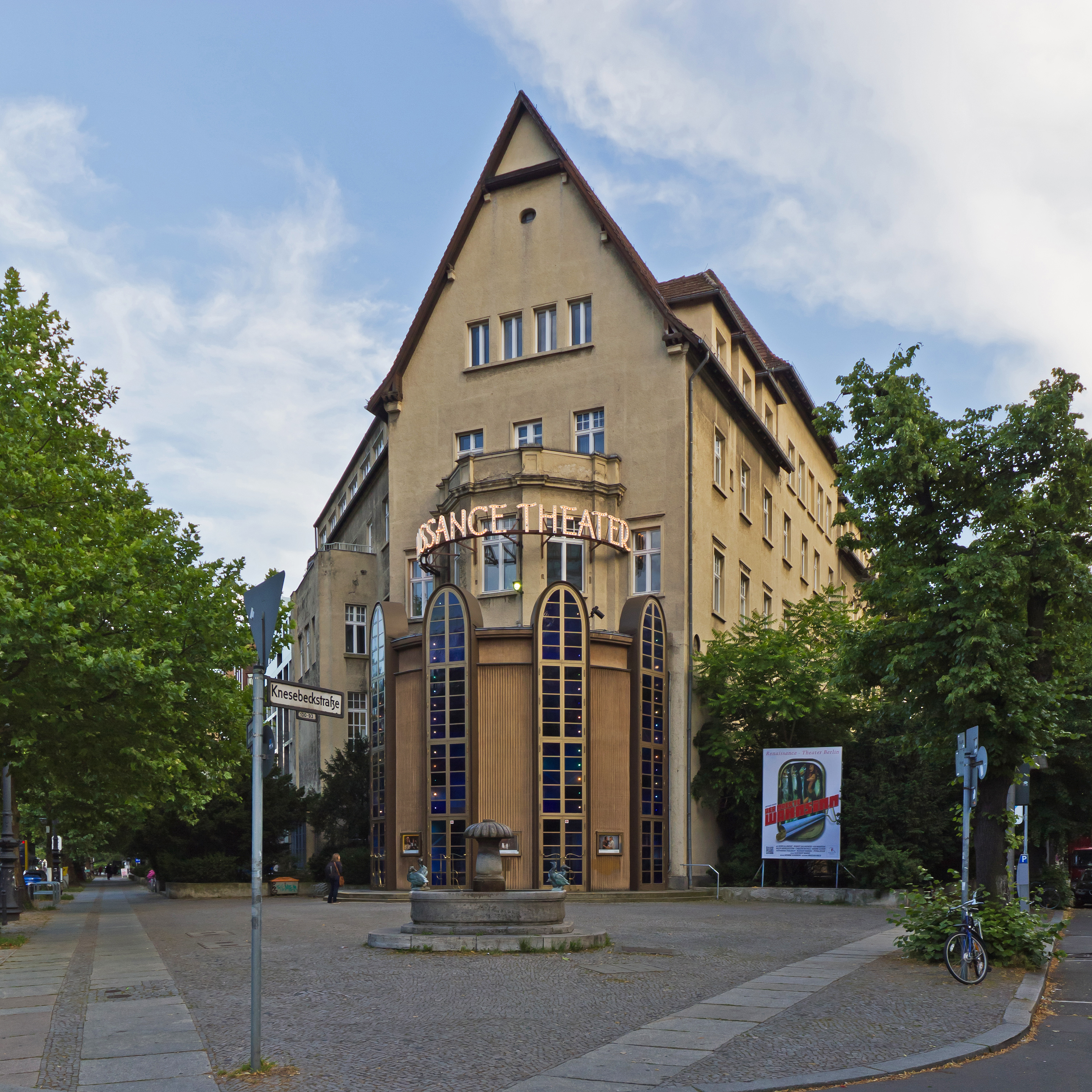
Renaissance-Theater

Das Renaissance-Theater in der Knesebeckstraße 100 Ecke Hardenbergstraße des Berliner Ortsteils Charlottenburg (Bezirk Charlottenburg-Wilmersdorf) ist das einzige vollständig erhaltene Art-déco-Theater Europas. Es steht unter Denkmalschutz. Der Architekt war Oskar Kaufmann.

## Architektur
Von außen fällt im Eingangsbereich der halbrunde, zweigeschossige Vorbau mit fünf schlanken, über beide Geschosse reichenden rundbogigen Fenstern auf, deren blaue Verglasung von Hella Santarossa entworfen wurde. Das Innere zeichnet sich durch expressionistische Formenvielfalt aus sowie die von César Klein geschaffenen Intarsien, die im Balkonbereich Szenen der Commedia dell’arte (ital. für ‚Berufsschauspielkunst‘, wörtlich: ‚Schauspiel der Künste‘) zeigen.
Vor dem Renaissance-Theater steht der 1911 errichtete Entenbrunnen von August Gaul.

## Geschichte
Das Gebäude war 1902 von Konrad Reimer und Friedrich Körte als Korporationshaus für den 1847 gegründeten Akademischen Verein Motiv errichtet worden und hatte seit 1919 ein Kino beherbergt. Am 18. Oktober 1922 eröffnete Theodor Tagger das Renaissance-Theater mit Gotthold Ephraim Lessings Stück Miss Sara Sampson. Tagger blieb bis Juli 1926 Direktor des Theaters, dann wurde es unter Einbeziehung des Obergeschosses vom Theaterarchitekten Oskar Kaufmann umgebaut. Finanziert wurde der Umbau vom Unternehmer Jakob Michael. Die Neueröffnung fand am 8. Januar 1927 statt.
Von 1927 bis 1930 war Gustav Hartung Direktor des Renaissance-Theaters. 1929 inszenierte er Ferdinand Bruckners Krankheit der Jugend, ohne zu wissen, dass sich hinter diesem Pseudonym sein Vorgänger Theodor Tagger verbarg. Das Theater wurde 1933 geschlossen, 1937 zog die Reichsschrifttumskammer in den Räumen über dem Theater ein. Am 27. Mai 1945 nahm das Renaissance-Theater trotz Kriegsschäden den Spielbetrieb wieder auf. 1946 erfolgte eine einfache Instandsetzung durch den Architekten von Lülsdorff, eine Restaurierung wurde erst 1985 von Michael Lindenmeyer vorgenommen. Dabei erfolgte auch der Einbau der blauen Verglasung von Hella Santarossa.
Im Jahr 1946 übernahm Kurt Raeck die Leitung des Renaissance-Theaters, 1979 wurde Horst Mesalla Direktor, zwei Jahre später Heribert Sasse, nachfolgend Knut Boeser, 1986 Gerhard Klingenberg und 1995 bis zum Ende der Spielzeit 2019/20 Horst-H. Filohn. Seit Beginn der Spielzeit 2020/21 ist Guntbert Warns Intendant des Renaissance-Theaters.
Am Renaissance-Theater spielten viele bekannte Schauspieler, beispielsweise Tilla Durieux, Curt Goetz, O. E. Hasse, Käte Jaenicke, Helmut Käutner, Erik S. Klein, Hubert von Meyerinck, Olga Tschechowa und Helene Weigel.
Nachdem die Deutsche Stiftung Denkmalschutz bereits 2005 zur Erhaltung des Renaissance-Theaters beigetragen hatte, fand am 30. April 2006 eine Benefiz-Matinee zur Erhaltung des Baudenkmals Renaissance-Theater statt, bei der insbesondere auch Vicco von Bülow auftrat.